# Kurt Hasse (Kameramann)
Kurt Hasse (* 4. Juni 1916 in Königsberg; † 7. März 1999 in München; gebürtig Kurt Eberhard Hasse) war ein deutscher Kameramann.

## Leben
Nach einer fotografischen Ausbildung arbeitete er zunächst in einem Kopierwerk. Seit 1935 war er Kameraassistent bei der Ufa. Als Co-Chefkameramann neben Reimar Kuntze zeichnete er erstmals 1949 verantwortlich.
Anfangs schuf Hasse noch mehrere Kurz-Dokumentarfilme, dann drehte er zahlreiche Spielfilme, von denen besonders die Attentats-Rekonstruktion Es geschah am 20. Juli, die Drama-Adaption Vor Sonnenuntergang, der Geldraubkrimi Bumerang und das Gerichtsdrama Stadt ohne Mitleid Beachtung fanden. Seit 1965 war Hasse ausschließlich für das Fernsehen tätig und hatte als Kameramann beträchtlichen Anteil an der Popularität der siebenteiligen Science-Fiction-Serie Raumpatrouille.

## Filmografie
- 1938: Am seidenen Faden (Kameraassistent)
- 1942: Musik und Bewegung[1] (Studienfilm von Alexander Truslit)
- 1949: Artistenblut
- 1952: Straße zur Heimat
- 1952: Der weißblaue Löwe
- 1952: Ich warte auf Dich
- 1953: So ein Affentheater
- 1953: Geliebtes Leben
- 1953: Die Kaiserin von China
- 1954: Hochstaplerin der Liebe
- 1954: Die Mücke
- 1954: Der Mann meines Lebens
- 1954: Die kleine Stadt will schlafen gehn
- 1954: Geliebtes Fräulein Doktor
- 1955: Es geschah am 20. Juli
- 1955: Himmel ohne Sterne
- 1956: Mein Vater, der Schauspieler
- 1956: Vor Sonnenuntergang
- 1956: Heiße Ernte
- 1957: Liebe, wie die Frau sie wünscht
- 1957: Die liebe Familie
- 1957: Drei Mann auf einem Pferd
- 1957: Vater sein dagegen sehr
- 1957: Die Freundin meines Mannes
- 1958: Alle Sünden dieser Erde
- 1958: Ich war ihm hörig
- 1958: Schmutziger Engel
- 1958: Meine 99 Bräute
- 1959: Du gehörst mir
- 1959: Verbrechen nach Schulschluß
- 1959: Raubfischer in Hellas
- 1960: Mit 17 weint man nicht
- 1960: Bumerang
- 1960: Soldatensender Calais
- 1960: Immer will ich dir gehören
- 1960: Bis dass das Geld Euch scheidet …
- 1961: Stadt ohne Mitleid (Town Without Pity)
- 1961: Die Stunde, die du glücklich bist
- 1961: Jedermann
- 1962: Das Leben beginnt um acht
- 1962: Barras heute
- 1963: Mord in Rio
- 1965: Lage hoffnungslos – aber nicht ernst (Situation Hopeless… But Not Serious)
- 1966: Jörg Preda berichtet (Serie)
- 1966: Raumpatrouille (Serie, 7 Folgen)
- 1967–1968: Graf Yoster gibt sich die Ehre (Serie, 6 Folgen)
- 1969–1970: Ida Rogalski (Serie, 13 Folgen)
- 1970: Gesellschaft für Miss Wright
- 1972: Hochzeit
- 1974: Der kleine Doktor (Serie)
- 1975: Lichtspiele am Preussenkorso (Fernseh-Mehrteiler)
- 1977: Sanfter Schrecken
- 1979: Wo die Liebe hinfällt
- 1979: Nachbarn und andere nette Menschen
- 2003: Raumpatrouille Orion – Rücksturz ins Kino